# Târgul de Carte de la Frankfurt

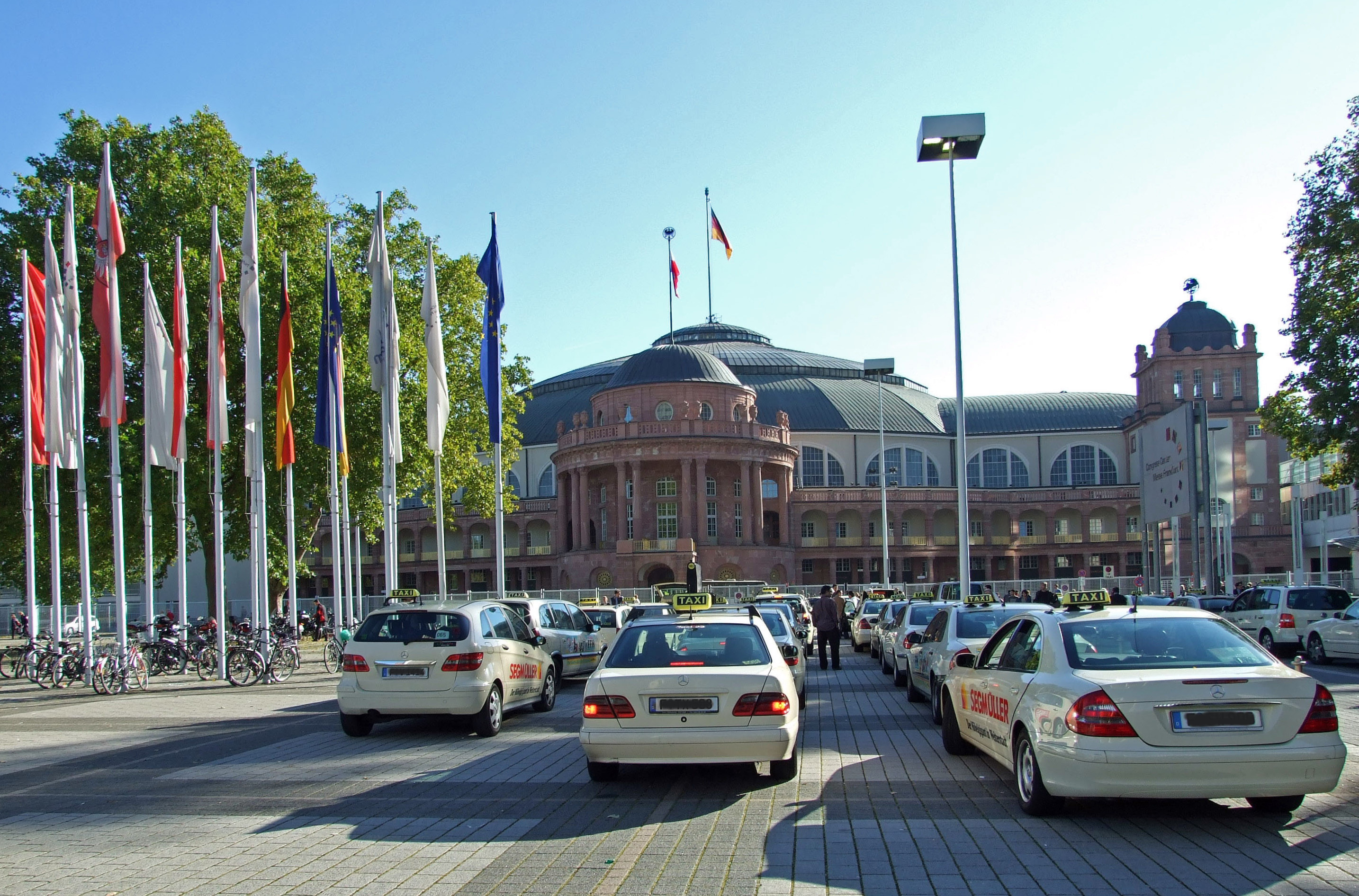
Intrarea

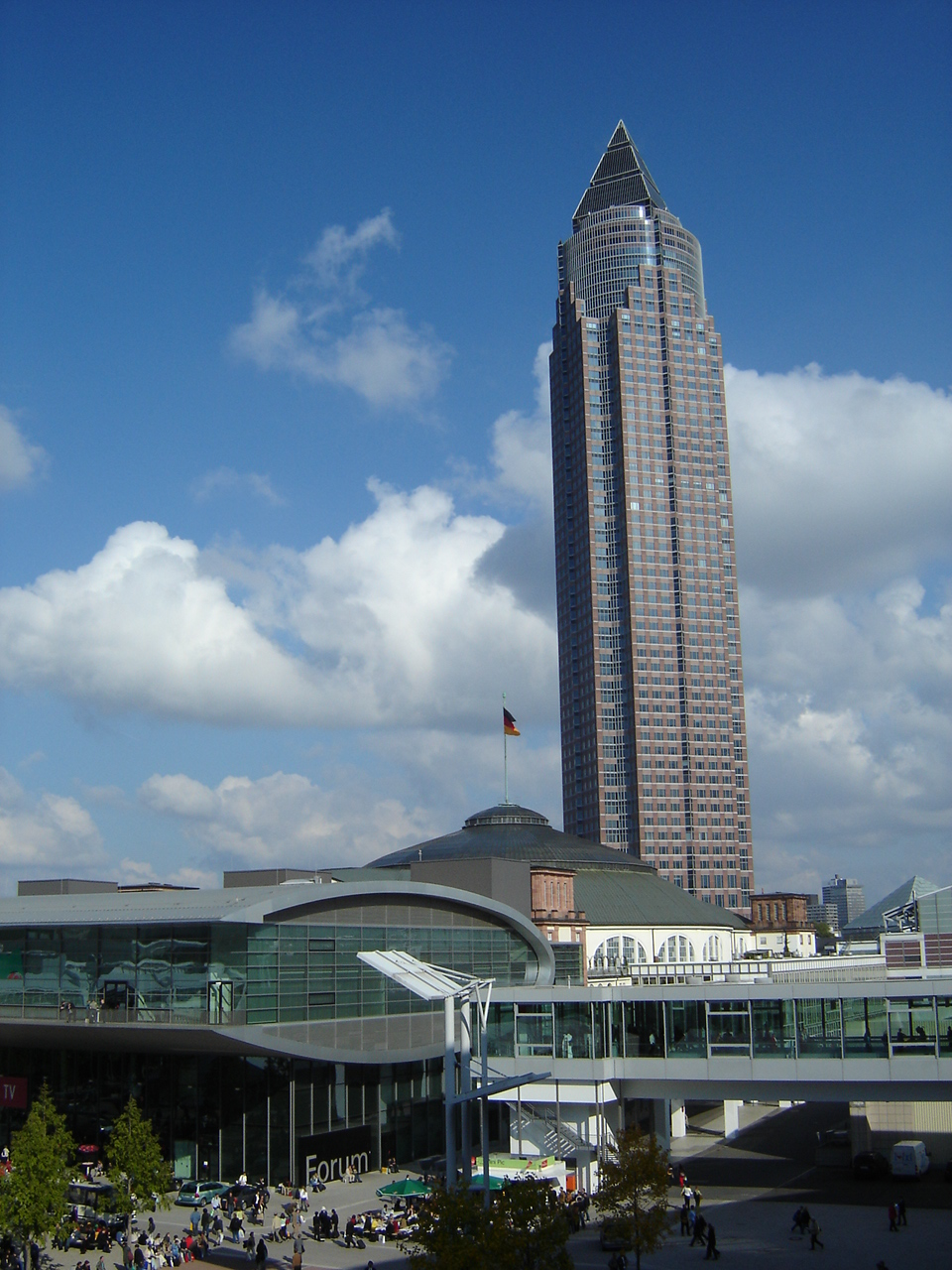
Târgul de Cărți cu Turnul Târgului (Messeturm, 2004)

Târgul de Carte de la Frankfurt (în germană Frankfurter Buchmesse) este cel mai mare târg de carte după numărul de edituri reprezentate și al doilea cel mai mare târg de carte după numărul de vizitatori după Salonul Internațional al Cărții din Torino.

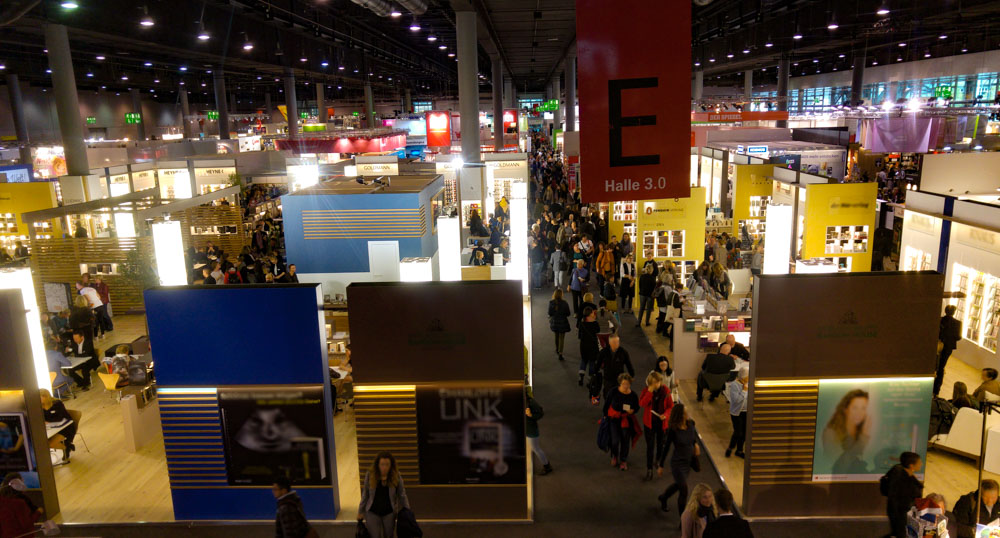
Târgul de cărți Frankfurt 2016

Târgul de la Frankfurt este organizat anual, la mijlocul lunii octombrie, în clădirea Frankfurt Trade Fair  în Frankfurt pe Main, Germania. Primele trei zile sunt limitate exclusiv pentru vizitatori comerciali; publicul larg poate participa în ultimele două.
Târgul de Carte de la Frankfurt are o tradiție care se întinde pe mai mult de 500 de ani. În 1454, la scurt timp după ce Johannes Gutenberg a dezvoltat tipărirea cu litere mobile în Mainz, în apropiere de Frankfurt, primul târg de carte a fost organizat de către librarii locali. Înainte aici era un târg de comercializare a manuscriselor. 

## Oaspeții de onoare, centrele de interes

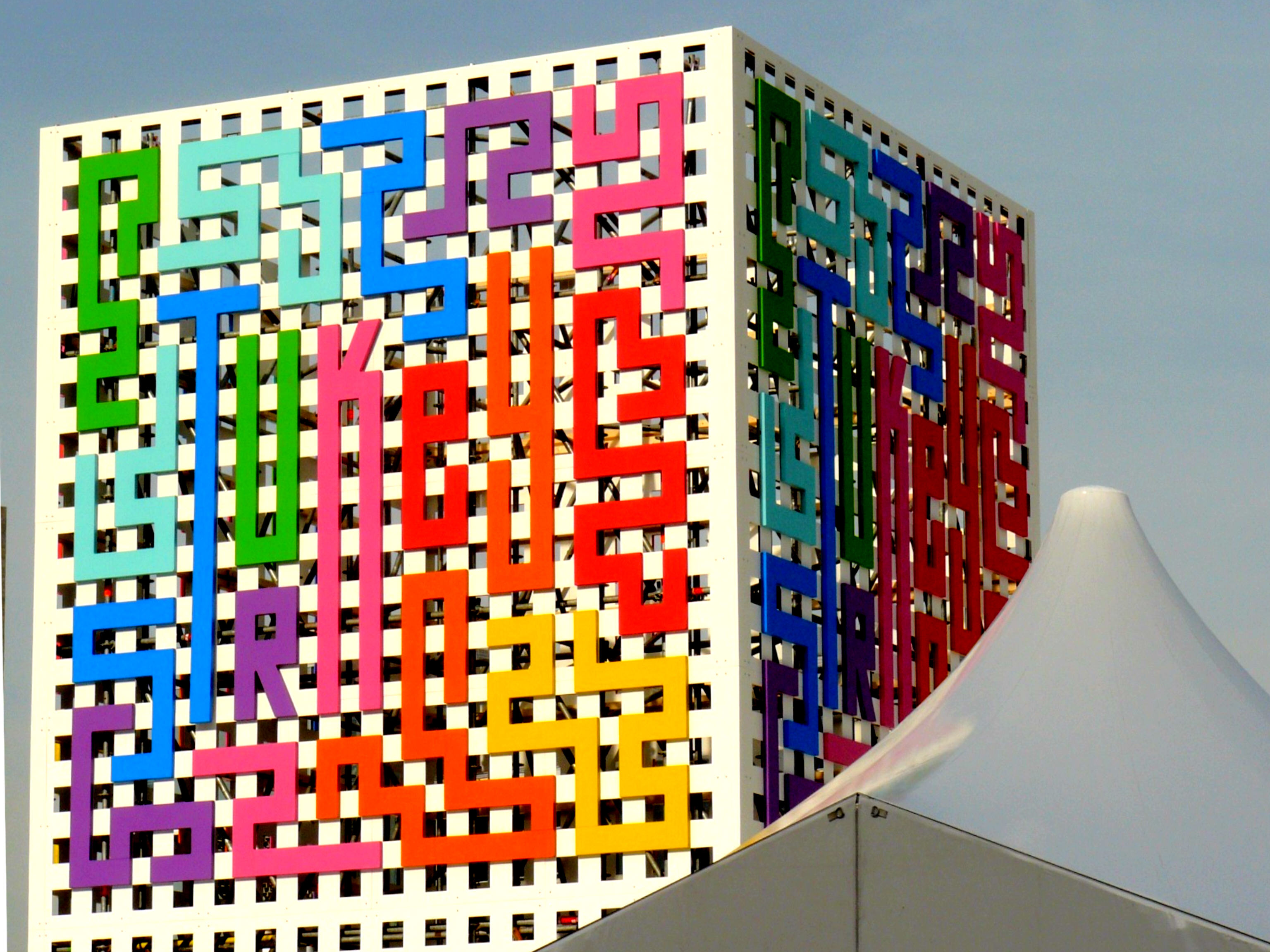
Pavilionul Turciei ca oaspete de onoare în 2008

Începând cu 1976, câte o țară este numită oaspete de onoare sau centru de interes:  
| An      | Oaspete de onoare / Centru de interes | Motto                             |                                                                  |
| ------- | ------------------------------------- | --------------------------------- | ---------------------------------------------------------------- |
| 1976    | America Latină                        | Literatura Americii Latine        |                                                                  |
| 1978    | Kind und Buch (Copil și carte)        |                                   |                                                                  |
| 1980    | Africa Subsahariană                   |                                   |                                                                  |
| 1982    | Religii                               |                                   |                                                                  |
| 1984    | George Orwell                         |                                   |                                                                  |
| 1986    | India                                 | Literatura indiană                | Wandel in Tradition (Schimbare în tradiție)                      |
| 1988    | Italia                                | Literatura italiană               | Italienisches Tagebuch (Jurnal italian)                          |
| 1989    | Franța                                | Literatură franceză               | L’Automne français (Toamnă franceză)                             |
| 1990    | Japonia                               | Literatura japoneză               | Atunci și acum                                                   |
| 1991    | Spania                                | Literatura spaniolă               | La Hora de España (Ora Spaniei)                                  |
| 1992    | Mexic                                 | Literatura mexicană               | Ein offenes Buch (O carte deschisă)                              |
| 1993    | Flandra și Țările de Jos              | Literaturile flamandă și olandeză | Weltoffen (Deschis la minte)                                     |
| 1994    | Brazilia                              | Literatura braziliană             | Begegnung von Kulturen (Întâlnire între culturi)                 |
| 1995    | Austria                               | Literatura austriacă              |                                                                  |
| 1996    | Irlanda                               | Literatura irlandeză              | Und seine Diaspora (Și diaspora sa)                              |
| 1997    | Portugalia                            | Literatura portugheză             | Wege in die Welt (Căi în lume)                                   |
| 1998    | Elveția                               | Literatura elvețiană              | Hoher Himmel – enges Tal (Ceruri înalte - văi înguste)           |
| 1999    | Ungaria                               | Literatura maghiară               | Unbegrenzt (Nețărmurit)                                          |
| 2000    | Polonia                               | Literatura poloneză               | ©Poland                                                          |
| 2001    | Grecia                                | Literatura greacă                 | Neue Wege nach Ithaka (Noi căi spre Ithaca)                      |
| 2002    | Lituania                              | Literatura lituaniană             | Fortsetzung folgt (Va urma)                                      |
| 2003    | Rusia                                 | Literatura rusă                   | Neue Seiten (Noi perspective)                                    |
| 2004    | Lumea arabă                           | Literatură arabă                  |                                                                  |
| 2005    | Coreea                                | Literatura coreeană               |                                                                  |
| 2006    | India                                 | Literatura indiană                | Today's India (India zilelor noastre)                            |
| 2007    | Ținuturile catalane                   | Literatura catalană               | Singular i Universal (Singular și universal)                     |
| 2008    | Turcia                                | Literatura turcă                  | Faszinierend farbig (Fascinant colorat)                          |
| 2009    | China                                 | Literatura chineză                | Tradition & Innovation ("Tradiție și inovație")                  |
| 2010    | Argentina                             | Literatura argentiniană           | Kultur in Bewegung (Cultura în mișcare)                          |
| 2011    | Islanda                               | Literatura islandeză              | Sagenhaftes Island (Fabuloasa Islandă)                           |
| 2012    | Noua Zeelandă                         | Literatura Noii Zeelande          | Bevor es bei euch hell wird (Înainte să se lumineze)             |
| 2013    | Brazilia                              | Literatura braziliană             |                                                                  |
| 2014    | Finlanda                              | Literatura finlandeză             | Finnland. Cool. ("Finlanda. Cool.")                              |
| 2015    | Indonezia                             | Literatura indoneziană            | 17.000 Inseln der Imagination (17 000 de insule ale imaginației) |
| 2016    | Flandra și Țările de Jos              | Literaturile flamandă și olandeză | Dies ist, was wir teilen (Iată ce împărțim)                      |
| 2017    | Franța                                | Literatură franceză               |                                                                  |
| 2018    | Georgia                               |                                   |                                                                  |
| 2019    | Norvegia                              | Literatura norvegiană             |                                                                  |
| 2020/21 | Canada                                | Literatura canadiană              |                                                                  |

## Vezi și
- Premiul pentru pace al Târgului de Carte germană
- Premiul Cartea Germană